# ایستگاه هاچی‌اوجی
ایستگاه هاچی‌اوجی (انگلیسی: Hachiōji Station) یک ایستگاه قطار است که در هاچی‌اوجی، توکیو واقع شده و توسط شرکت راه‌آهن شرق ژاپن اداره می‌شود.